# James Henry Lane (1833-1907)
Pour l’article homonyme, voir James Henry Lane.
James Henry Lane (28 juillet 1833 - 21 septembre 1907) est un professeur d'université et général confédéré lors de la guerre de Sécession.
Il est considéré comme le père de l'institut polytechnique de Virginie et de l'université de l'État[réf. nécessaire] et il est l'homonyme du plus ancien du bâtiment de l'université, le Lane Hall.

## Avant la guerre
Lane naît à Mathews Court House, en Virginie. Il est diplômé de l'institut militaire de Virginie (VMI), en 1854, et obtient un diplôme de maîtrise de l'université de Virginie en 1857. Il est professeur de mathématiques à la VMI et ensuite de philosophie naturelle à l'institut militaire de Caroline du Nord jusqu'au début de la guerre de Sécession.

## Guerre de Sécession
Lane est nommé commandant dans l'armée confédérée et affecté au 1st North Carolina Infantry Regiment le 11 mai 1861. Les promotions arrivent rapidement, et il est colonel et commandant du 28th North Carolina le 15 septembre. Lors de la bataille des sept jours de 1862, il est blessé deux fois la tête de son régiment. Il sert dans la division du major général A. P. Hill du deuxième corps de Thomas J. « Stonewall » Jackson lors de la deuxième bataille de Bull Run et reçoit sa brigade à la suite de la mort du brigadier général Laurent O'Bryan Branch lors de la bataille d'Antietam. Il est promu brigadier général le 1er novembre 1862, et assume le commandement de la deuxième brigade de la division de William Dorsey Pender du troisième corps d'A.P. Hill de l'armée de Virginie du Nord le mois de mai suivant, au cours du début de la campagne de Gettysburg.
Lors de la bataille de Gettysburg, la brigade de Lane combat le premier jour (1er juillet 1863) et Lane assume brièvement le commandement de la division de Pender à la suite de sa blessure mortelle lors de la deuxième journée. Il est remplacé au commandement de la division par le major général Isaac R. Trimble et retourne pour mener sa brigade au cours de la charge de Pickett, au cours de laquelle il est blessé lorsque son cheval est abattu sous lui. Sur les trois jours de bataille, sa brigade subit près de 50 % de pertes. Lorsque Trimble est blessé dans l'attaque, Lane reprend temporairement le commandement de la division.
En 1864, Lane continue à commander la brigade, au cours de la campagne de l'Overland et le siège de Petersburg. En juin, lors de la bataille de Cold Harbor, il est blessé à l'aine. En février et mars 1865, il commande la division de Cadmus M. Wilcox. Il continue à servir pendant la campagne d'Appomattox, où il est libéré sur parole à Appomattox Court House après la reddition de Robert E. Lee le 9 avril.

## Après la guerre

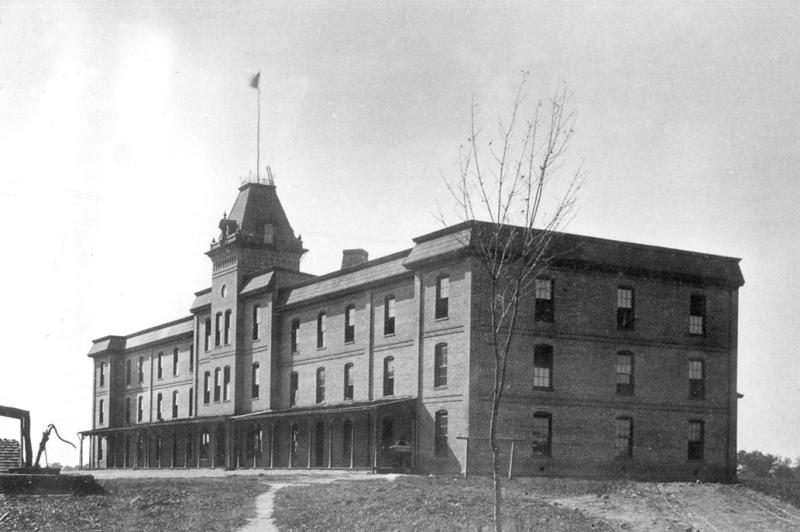
Lane Hall circa 1888-89

Lane retourne à la vie universitaire, en tant que professeur de génie civil et de commerce à l'université de Virginie d'agriculture et de mécanique (VAMC) - fondé en 1872, le nom a été changé en institut polytechnique de Virginie (VPI) en 1896 - et à partir de 1881 jusqu'à sa mort, professeur de génie civil à l'institut polytechnique d'Alabama, maintenant connu comme l'université d'Auburn.
Lane est le premier commandant du corps des cadets à VAMC. Avant de démissionner, il a une dispute avec le président Charles Minor, qui veut que l'université élimine les restrictions militaires strictes.
Lane meurt à Auburn, en Alabama, et il est inhumé dans le cimetière de Pine Hill.